# Томи Бърн
Томи Бърн (на английски: Tommy Byrne) е бивш пилот от Формула 1.
Роден е на 6 май 1958 година в Дроида, Ирландия.

## Формула 1
Прави своя дебют във Формула 1 в турнира за Голямата награда на Германия през 1982 година. В световния шампионат записва 5 състезания, като не успява да спечели точки. Състезава се за отбора на „Теодор“.